# Berge (kommunhuvudort)
Berge är en kommunhuvudort i Spanien.   Den ligger i provinsen Provincia de Teruel och regionen Aragonien, i den östra delen av landet, 280 km öster om huvudstaden Madrid. Berge ligger 727 meter över havet och antalet invånare är 247.
Terrängen runt Berge är kuperad åt sydost, men åt nordväst är den platt. Runt Berge är det glesbefolkat, med 8 invånare per kvadratkilometer. Närmaste större samhälle är Alcorisa, 5,4 km nordost om Berge. Omgivningarna runt Berge är i huvudsak ett öppet busklandskap.